# Королёв, Михаил Александрович (военный)
Михаил Александрович Королёв (военный) (13.11.1896 — 30.10.1968) — советский военачальник, участник Гражданской войны, Польского похода Красной армии (1939), Иранского похода (1941), Великой Отечественной войны, генерал-майор танковых войск (1944).

## Биография
Родился 13 ноября 1896 года в Санкт-Петербурге. Русский.
Окончил ремесленное училище в 1913 году.
Член ВКП(б) с 1918 года.
Образование. Окончил Военно-инженерный техникум РККА в 1920 году. КУКС при Военной Академии им. Фрунзе в 1926 году. Академические КУКС при Военной академии механизации и моторизации РККА имени И. В. Сталина в 1935 году, ВАК при Академии им. Ворошилова в 1951 года.

### Служба в армии
Служил в Русской императорской армии 11 месяцев. Солдат артдивизиона офицерской школы.
В РККА с 18 августа 1918 года.
С августа 1918 года красноармеец в 1-м инженерном батальона Петроградского ВО.
С сентября 1918 года курсант Инженерного Военно-технического училища.
С марта 1920 года командир взвода Петроградских военно-технических курсов.
С июня 1920 года помощник командира Артиллерийской академии РККА.
С июля 1920 года зам.комиссара 1-х пехотных курсов Петроградского ВО.
С июля 1920 года помощник и врид комиссара военно-инженерной школы РККА.
С октября 1921 года комиссар Высшей военной автомобильной и броневой школы.
С сентября 1925 года слушатель КУНС при Военной академии РККА им. М. В. Фрунзе.
С июля 1926 года — помощник начальника отдела Военно-технического Управления начальника снабжения Западного ВО.
С декабря 1926 года — помощник командира 3-го танкового полка (Московский ВО).
С апреля 1929 года преподаватель Ленинградских бронетанковых курсов РККА.
С октября 1930 года преподаватель БТ КУКС.
С ноября 1931 года по январь 1932 года — начальник 1-го сектора АБТУ Белорусского ВО.
С января 1932 года по декабрь 1933 года — начальник 1-го сектора АБТУ Особой Краснознамённой Дальневосточной армии.
С декабря 1933 года военный руководитель Одесского сельхозяйственного института.
С января 1934 года слушатель Академических КУКС при Военной академии механизации и моторизации РККА имени И. В. Сталина.
С января 1935 года начальник АБТС 19-го стрелкового корпуса (Ленинградский ВО).
С августа 1937 года — начальник отделения АБТВ Закавказского ВО.
В декабре 1940 года назначен начальником АБТУ Закавказского ВО.
3.06.1941 года назначен начальником АБТО 13-й армии.

### В Великую Отечественную войну
Войну встретил в занимаемой должности.
С февраля 1942 года — заместитель командующего 13-й армии по танковым войскам.
С 24 июня 1943 года и до конца войны — командующий БТ и МВ 13-й армии.
Отличился В Курской битве (5 июля — 23 августа 1943 года), когда войска армии, обороняясь в составе главной группировки Центрального фронта, во взаимодействии с войсками 70-й армии сорвали замысел немецкого командования по прорыву обороны на орловско-курском направлении.
Из наградного листа:

… Волевой, смелый решительный, бесстрашный в боях, хорошо подготовленный командир — танкист. Требовательный к себе и своим подчиненным.
Тов. КОРОЛЁВ много приложил усилий и стараний в подготовке бронетанковых частей армии.
В период оборонительных боёв соединений армии с 5-го по 12-е июля 1943 года, умело организовал нужное взаимодействие бронетанковых частей со стрелковыми частями армии.
В трудные минуты боя непосредственно находился на передовых линиях фронта. Личным примером
мужества воодушевлял части на выполнение боевой задачи. За период оборонительных боев бронетанковыми частями армии уничтожено: танков противника более 200. До 3-х полков немецких солдат и офицеров, орудий разного калибра — 29 , пулемётов-28. Уничтожено целиком 4 батареи противника. Задача, поставленная Командованием перед бронетанковыми частями благодаря умелого и правильного руководства тов. КОРОЛЁВА была выполнена с честью.
За умелую организацию взаимодействия бронетанковых частей с другими родами войск, личную храбрость и мужество достоин награждения орденом КРАСНОГО ЗНАМЕНИ…
— 

### После войны
Со 2 октября 1946 года заместитель начальника отдела боевой подготовки БТ и МВ Сухопутных войск.
С июля 1947 года заместитель главного редактора Журнала «Военный вестник».
С февраля 1950 года в распоряжении УК Сухопутных войск.
С июня 1950 года слушатель ВАК при Высшей Военной академии им. Ворошилова.
С июля 1951 года главный редактор редакции БТ и МВ Управления военных издательств Военного министерства.
Приказом МО № 05580 от 03.10.1953 года уволен в отставку по ст. 59 б.
Умер 30 октября 1968 года. Похоронен в Санкт-Петербурге на Богословском кладбище.

## Награды
- Орден Ленина (21.02.1945)[8];
- Орден Красного Знамени, четыре: (1921)[9], (27.08.1943)[10], (15.01.1944)[10], (03.11.1944)[11];
- Орден Суворова II степени (27.06.1945)[12];
- Орден Кутузова II степени (06.04.1945)[13];
- Орден Отечественной войны I степени (29.05.1944)[14][15];
- Орден Красной Звезды (14.11.1942)[16];
- Медаль XX лет РККА, (1938)[3];
- Медаль «За победу над Германией в Великой Отечественной войне 1941-1945 гг.» , 9 мая

1945 года;
- Медаль «За взятие Берлина» (22.12.1942)[18];
- Медаль «За освобождение Праги» (22.12.1942)[19];
- Юбилейная медаль «Двадцать лет Победы в Великой Отечественной войне 1941—1945 гг.» (7 мая 1965[20])
- Юбилейная медаль «30 лет Советской Армии и Флота»;
- Юбилейная медаль «40 лет Вооружённых Сил СССР»;
- Юбилейная медаль «50 лет Вооружённых Сил СССР»;
- Чехословацкий Военный крест (1939)

## Воинские звания
- полковник,
- комбриг (Приказ НКО № 01378/п от 16.08.1938),
- генерал-майор т/в (Постановление СНК СССР № 945 от 04.06.1940)[21]

## Память
- Имя воина увековечено в Главном Храме Вооружённых сил России и на мемориале «Дорога памяти»[21][22].